# DN2H
DN2H este un drum național din România, care pornește din DN2 de lângă localitatea Românești, trece prin Rădăuți și se termină la Putna.